# Šmu'el Halpert
Šmu'el Halpert (hebrejsky: שמואל הלפרט) je izraelský rabín, politik a bývalý poslanec Knesetu za stranu Sjednocený judaismus Tóry.

## Biografie
Narodil se 5. února 1939 ve městě Kluž v Rumunsku. V roce 1960 přesídlil do Izraele. Zde absolvoval školu talmudských studií napojenou na vižnickou větev chasidismu. Získal oprávnění k výkonu rabínské profese. Hovoří jidiš, německy a rumunsky.

## Politická dráha
Působí v centrálním vedení organizace Agudat Jisra'el včetně jejího světového předsednictva. Publikuje v nábožensky orientovaných médiích.
V izraelském parlamentu zasedl poprvé po volbách do Knesetu v roce 1981, ve kterých kandidoval za Agudat Jisra'el. V letech 1981–1984 zastával post člena výboru pro zahraniční záležitosti a obranu, výboru House Committee a výboru pro záležitosti vnitra a životního prostředí. V následujících volbách do Knesetu v roce 1984 mandát neobhájil. Do Knesetu se vrátil až po volbách do Knesetu v roce 1988. Nastoupil tehdy jako člen do výboru pro zahraniční záležitosti a obranu, finančního výboru, výboru práce a sociálních věcí, výboru pro televizi a rozhlas a výboru pro vzdělávání a kulturu. V Knesetu zůstal i po volbách do Knesetu v roce 1992. Pracoval jako člen výboru práce a sociálních věcí a výboru pro vzdělávání a kulturu. Mandátu se ovšem vzdal v červnu 1994 v rámci předem dohodnuté rotace poslanců, která měla zajistit mandáty i dalším frakcím v rámci střechové organizace Sjednocený judaismus Tóry, jejíž součástí se Agudat Jisra'el stala.
Opětovně byl zvolen za volbách do Knesetu v roce 1996. Zapojil se do práce ve výboru pro imigraci a absorpci, výboru pro vědu a technologie a výboru pro vzdělávání a kulturu. Ve funkci člena parlamentu pokračoval i po volbách do Knesetu v roce 1999. Ve funkčním období 1999–2003 se stal místopředsedou Knesetu a byl členem výboru pro drogové závislosti, petičního výboru, etického výboru, výboru pro práva dětí, výboru pro imigraci, absorpci a záležitosti diaspory a výboru pro vzdělávání a kulturu. Ve volbách do Knesetu v roce 2003 nebyl zvolen, ale mandát získal dodatečně v únoru 2005 jako náhradník po rezignaci poslance Jisra'ele Eichlera. Nastoupil coby člen do výboru práce, sociálních věcí a zdravotnictví a do výboru pro záležitosti vnitra a životního prostředí. Znovu se dočkal zvolení ve volbách do Knesetu v roce 2006. Působil pak jako člen výboru pro vzdělávání, kulturu a sport a výboru pro práva dětí.
Ve volbách do Knesetu v roce 2009 nebyl zvolen.
Zastával i vládní posty. V letech 1990–1991 byl náměstkem v úřadu premiéra, v letech 1991–1992 pak zaujal funkci náměstka ministra práce a sociální péče. Do vlády se vrátil ještě v letech 2005–2006, kdy byl náměstkem ministra dopravy.